# Villa Pallavicino Trivulzio
La villa Pallavicino Trivulzio , noto anche come palazzo Pallavicino, è una villa nobiliare neoclassica posta nel centro abitato di San Fiorano, nel basso Lodigiano.

## Storia

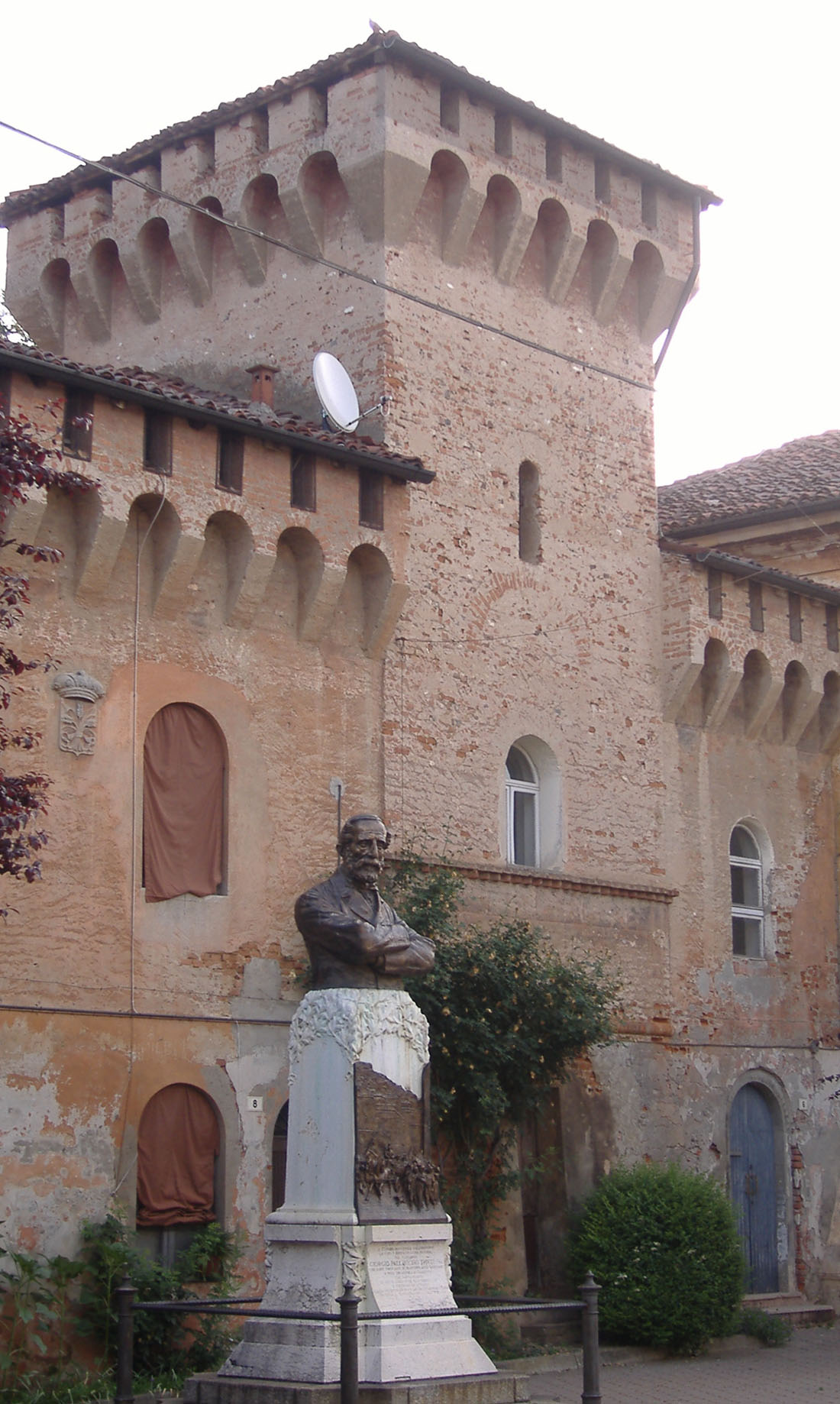
La torre dell'antico castello e il monumento a Giorgio Pallavicino

La villa venne costruita nella prima metà dell'Ottocento per iniziativa del nobile e patriota Giorgio Pallavicino Trivulzio sui resti di un palazzo feudale seicentesco che a sua volta era sorto sulle fondamenta del duecentesco castello di San Fiorano.
La famiglia Pallavicino, appartenente alla nobiltà milanese, possedeva molte terre intorno al paese di San Fiorano, che aveva ereditato da un antico feudo dei Trivulzio.
La villa ospitò per due volte Giuseppe Garibaldi, che fece visita all'amico Giorgio Pallavicino nel 1862 e nel 1867.
Con l'estinzione della famiglia Pallavicino la villa passò ai Barbiano di Belgioioso.

## Caratteristiche
La villa è posta nel centro del paese, dirimpetto alla chiesa parrocchiale.
Essa si affaccia su un ampio giardino che la separa dalla strada; l'ingresso a esedra è affiancato da edifici rustici posti lungo la strada stessa, fra i quali spiccano due torri, residue dell'antico castello. Sul retro della villa si estende un lungo galoppatoio fiancheggiato da quattro filari di ippocastani.
La villa ha pianta rettangolare sviluppata in larghezza; la facciata, di sobrie forme neoclassiche, è ravvivata dall'avancorpo centrale e dai due laterali.
L'interno è ricco di opere d'arte di gusto patriottico, coerentemente con l'orientamento politico di Giorgio Pallavicino.

### Fonti
- Giacomo Carlo Bascapè e Carlo Perogalli (a cura di), Castelli della pianura lombarda, testo di Carlo Perogalli, Milano, Electa, 1960,  pp. 193-194, ISBN non esistente, SBN SBL0028400.
- Santino Langé, Ville della provincia di Milano. Lombardia 4, Milano, SISAR, 1972,  pp. 519-520, ISBN non esistente, SBN MIL0194097.
- Carlo Perogalli, Enzo Pifferi e Angelo Contino, Castelli in Lombardia, Como, Editrice E.P.I., 1982.
- Mario Marubbi, Monumenti e opere d'arte nel basso Lodigiano, fotografie di Giuseppe Giudici, Meleti, Guardamiglio, Maleo, edito dalla Cassa Rurale ed Artigiana del Basso Lodigiano, 1987,  p. 185, ISBN non esistente, SBN MIL0576026.

### Ulteriori approfondimenti
- Giuseppe Agnelli e Armando Novasconi, La villa Pallavicino Trivulzio a San Fiorano, Lodi, edito dalla Banca Mutua Popolare Agricola, 1957, ISBN non esistente, SBN LO10569530.